# 洲本市立加茂小学校
洲本市立加茂小学校（すもとしりつ かもしょうがっこう）は、兵庫県洲本市下内膳にある公立小学校。先山（淡路富士）の麓に位置する。

## 沿革
- 1875年 - 鴨村小学校創立

## 年間行事
- 4月 - 入学式
- 5月 - 運動会
- 6月 - 修学旅行
- 3月 - 卒業式

## 校区
- 上内膳、下内膳、上加茂、上加茂一丁目-二丁目、下加茂119番地（市営下加茂住宅）、桑間、桑間一丁目、奥畑
  - 納地区は南あわじ市・洲本市小中学校組合立広田小学校の校区である。

児童・生徒の入学すべき学校区を指定する規則 平成18年2月11日教育委員会規則第13号および南あわじ市・洲本市小中学校組合規約を参照のこと。

## 校区が隣接している学校
- 洲本市立堺小学校
- 洲本市立広石小学校
- 洲本市立鮎原小学校
- 洲本市立中川原小学校
- 洲本市立洲本第一小学校
- 洲本市立洲本第三小学校
- 洲本市立大野小学校
- 南あわじ市・洲本市小中学校組合立広田小学校
- 南あわじ市立倭文小学校